# Московских, Виктор Владимирович
Ви́ктор Влади́мирович Моско́вских (12 июня 1947, Вена, Австрия) — советский, российский и украинский автогонщик, один из ведущих раллистов СССР 1980-х, первым среди россиян выиграл Ралли Дакар в классе грузовиков (на КАМАЗе в 1996 году).

## Биография
В 1966 году окончил Иркутский техникум точного машиностроения, в 1993 году — Одесский политехнический институт.
Профессиональную карьеру в автоспорте начал в 1973 году. Входил в сборную СССР по ралли, считался в ней одним из сильнейших пилотов в 1980-х годах. В 1982 году на RAC Rally, британском этапе чемпионата мира, смог одержать победу в классе на ВАЗ-21011-1600 (с штурманом Арвидасом Гирдаускасом). Через несколько месяцев одержал свою первую международную победу уже в абсолютном зачёте, в ралли «Русская зима 1983» (этапе Кубка Дружбы социалистических стран по ралли), также выступая на ВАЗ-21011-1600, но уже с штурманом Сергеем Дадвани. В 1986 году стал бронзовым призёром раллийной гонки Wynn's Safari в Австралии, на спортивной «Ниве» в своём классе (с штурманом Арвидасом Гирдаускасом).
С 1990 года выступал за команду КамАЗ-Мастер в ралли-рейдах, на грузовых автомобилях. В 1995 году стал победителем трансконтинентального «Мастер-ралли», проходившего по маршруту Париж — Москва — Улан-Батор — Пекин. Год спустя стал первым российским автогонщиком, выигравшим «Ралли Дакар» (в тот год имевшего название «Гранада — Дакар»), при этом занял высокое 15 место в абсолютном зачёте среди 71 финишировавших автомобилей (легковых, грузовых и багги), а в 1999-м занял в нём второе место в классе грузовиков. После ухода из КАМАЗа выступал в трак-триалах за команду МАЗ-Яровит..
В 2008 году намеревался принять участие в ещё одном ралли Дакар, после перерыва с 1999 года, на этот раз в качестве пилота автомобиля-технички. Однако, Дакар-2008 был сорван из-за угрозы террористических актов.
В 2012—2014 гг работал в качестве консультанта при создании гибридных спортивных автомобилей в компании Яровит-Моторс.

## Спортивные достижения

### Победитель
- Ралли «Русская зима» 1983 (этап Кубка Дружбы социалистических стран по ралли).
- «Мастер-ралли 1995» (Париж - Москва – Пекин) (в классе грузовиков).
- Ралли Дакар 1996[англ.] (в классе грузовиков).

### Призёр
- Чемпионат СССР по авторалли 1985 года.
- Wynn's Safari 1986[англ.] (в своём классе)[7][8].
- Ралли Дакар 1999[англ.] (2 место в классе грузовиков).
- Вице-чемпион Европы по трак-триалу 2002 года.

## Награды и звания
- Орден Дружбы (Россия, 19 октября 1996 года) — за большой вклад в развитие автомобилестроения, укрепление дружбы и сотрудничества между народами и достижение высоких спортивных результатов в марафоне «Мастер-ралли 95» по маршруту Париж-Москва-Пекин[15]
- Заслуженный мастер спорта Республики Татарстан (1996 год)